# Ержемский, Георгий Львович
Георгий Львович Ержемский (24 декабря 1918, Петроград — 12 июля 2012, Санкт-Петербург) — советский дирижёр, педагог, музыкальный теоретик, симфонический дирижёр России.

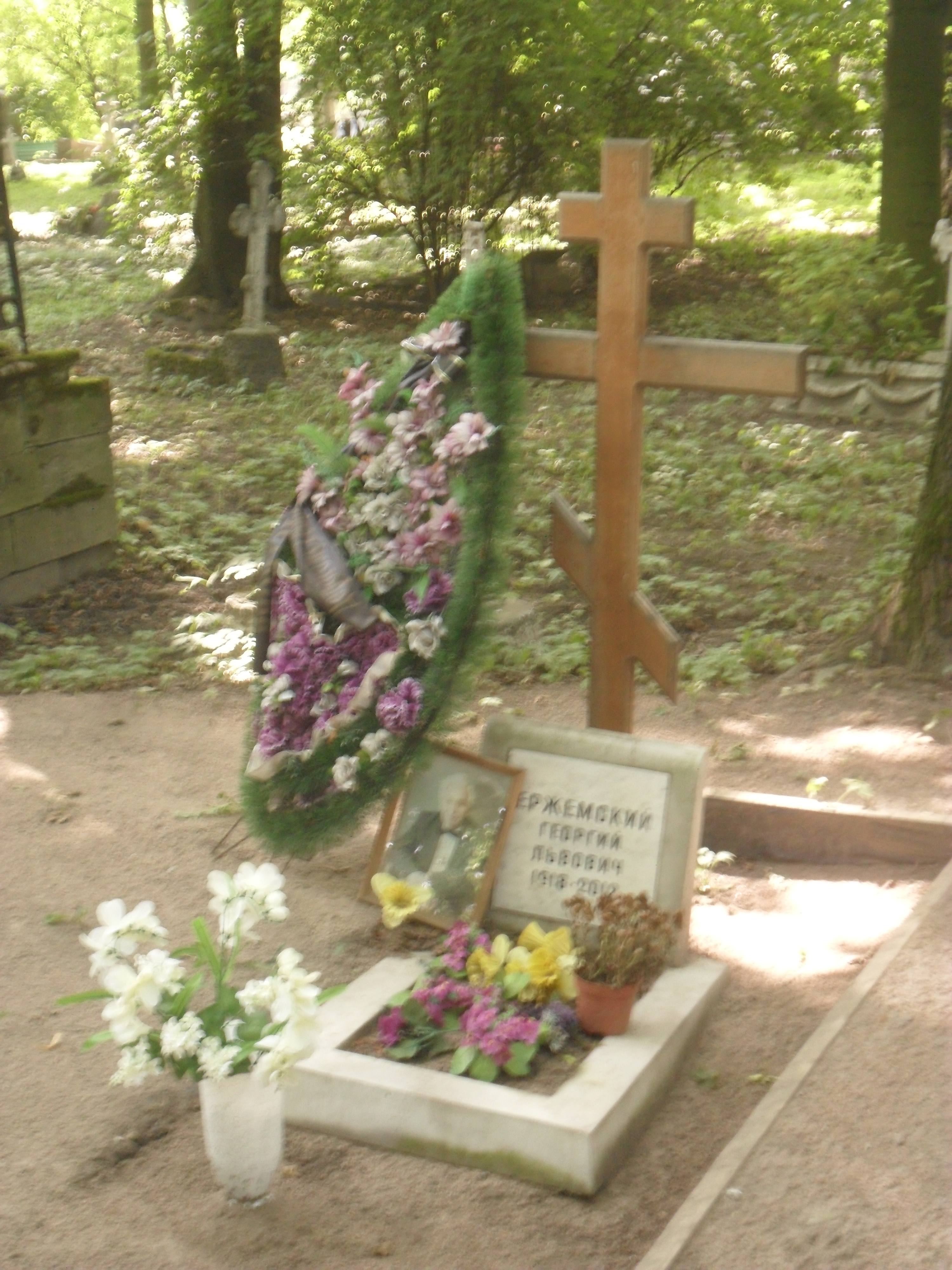
Могила Ержемского на Литераторских мостках в Санкт-Петербурге.

Георгий Ержемский родился в Петрограде, здесь же прошёл обучение в консерватории по классу фортепиано у профессора Леонида Николаева. Всю жизнь посвятил оперно-симфоническому дирижированию. Был творчески связан с Ленинградским Малым оперным театром, Башкирским театром оперы и балета, за что получил звание заслуженного деятеля искусств Башкирии, выступал со многими оркестрами города на Неве, затем посвятил себя воспитанию дирижёрской смены.
Автор книг «Психология дирижирования», «Закономерности и парадоксы дирижирования», в которых он изложил построенный им теоретико-практический фундамент, охватывающий все аспекты творческого взаимодействия дирижёра и музыкального коллектива. Его труд «Дирижёру XXI века. Психолингвистика профессии» был признан «Книгой года» в 2007 году. Книги музыканта переведены на английский и немецкий языки. Георгий Ержемский был удостоен звания почётного академика Международной академии психологических наук.
Похоронен на Литераторских мостках.

## Фильмография
- 1967 — «Я вас любил…» — дирижёр